# Officersaspirant
En officersaspirant är en person som antagits till eller genomgår utbildning till officer.

## Danmark
En officersaspirant (OFASP) är i Danmark en person under utbildning till yrkesofficer.

## Finland
Med officersaspirant (fi. upseerikokelas) förstås i Finland värnpliktig som utbildas till reservofficer efter avlagd reservofficerskurs, men innan befordran till reservofficer.

## Sverige
Genom de förändringar i officersförordningen (1994:882) den 1 juli 1999 återupptogs användningen av titeln officersaspirant för den som är antagen till grundläggande yrkesofficers- eller reservofficersutbildning. Enligt officersfördningen (2007:1268) definieras officersaspirant, som den som är antagen till eller genomgår grundläggande officersutbildning inom Försvarsmakten eller utbildning som leder till officersexamen vid Försvarshögskolan. De tituleras dock kadett.
Från officersaspirant måste skiljas aspirant som är en elev vid en militär aspirantskola.

## Tyskland
I Tyskland förstås med officersaspirant (ty. Offizieranwärter) (OA) en militär som genomgår utbildning till officer.